# レオパルティ
レオパルティ（仏: Léaupartie）は、フランスのノルマンディー地域圏、カルヴァドス県に属するコミューン。

## 地理
県都カーンの東29km、リジューから北西に14kmほどいったところにある。平野の端に位置しており、北、東、南の三方を丘に囲まれている。ドレット川などの河川が流れる。北でルパンティニーと、東でラ・ロック＝ベナールと、南でモントルイユ＝アン＝オージュと、西でルメニルとそれぞれ接し、幹線道路のD16が通る。

## 行政
- 首長 - ジャン・ペレ（Jean Perrée、無所属、1989年から） ビジネスマネージャー

## 人口の推移[1]
| 1962年 | 1968年 | 1975年 | 1982年 | 1990年 | 1999年 | 2007年 |
| ------ | ------ | ------ | ------ | ------ | ------ | ------ |
| 74     | 55     | 47     | 48     | 47     | 62     | 68     |